# Двадцать четвёртая поправка к Конституции США

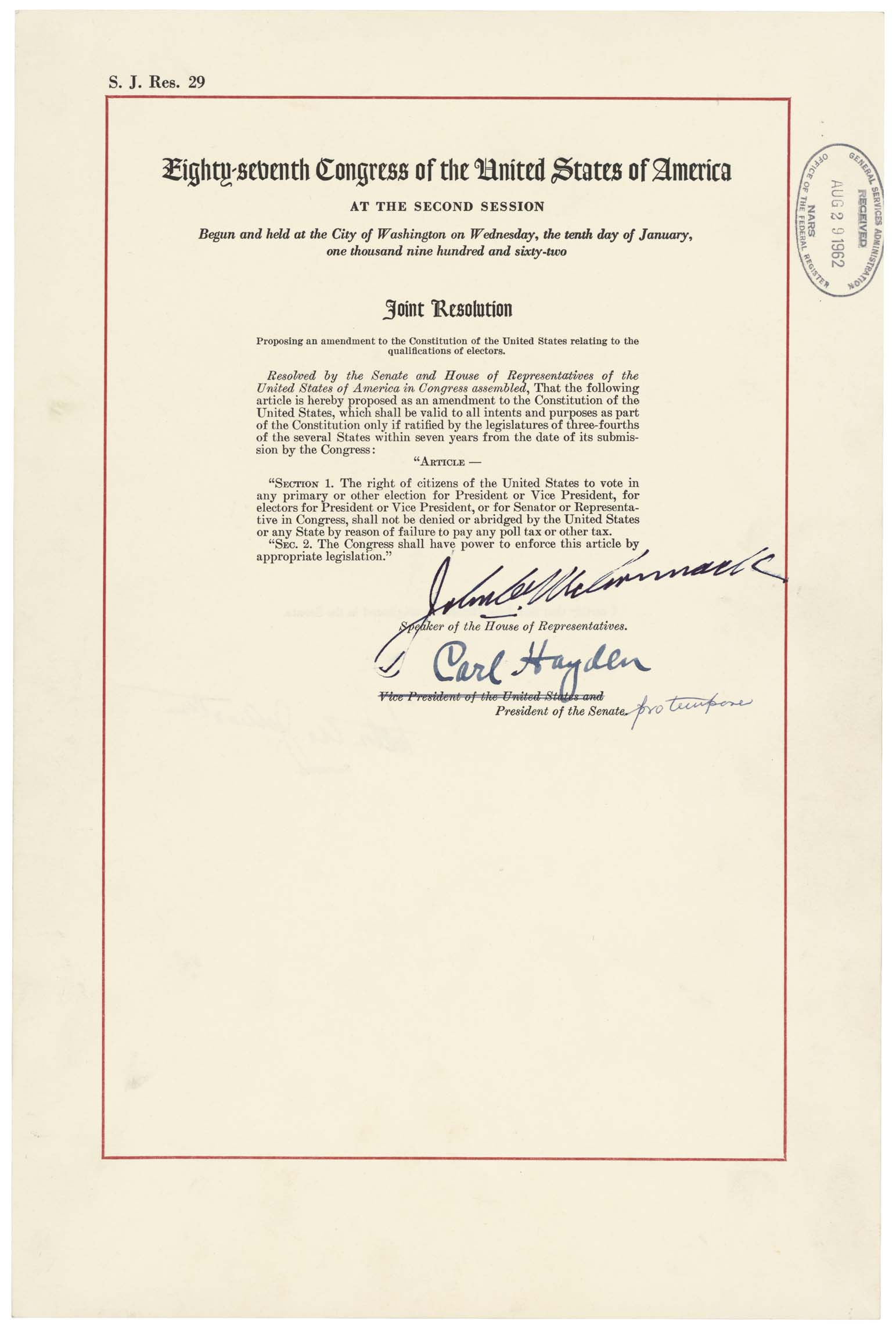
Двадцать четвёртая поправка к Конституции США

Двадцать четвёртая поправка к Конституции США запрещает ограничения избирательных прав по основаниям неуплаты налога. Принята Конгрессом 23 января 1964 года.
Необходимость принятия поправки объяснялась политикой ряда штатов, которые стремились не допустить к выборам бедное население (значительную часть которого составляли афроамериканцы и иммигранты). Примерно в тот же период законы штатов, которыми устанавливались подобные налоги, неоднократно рассматривались Верховным судом США. Через два года после вступления в силу поправки Верховный суд в решении по делу Харпер против Департамента выборов Вирджинии признал неконституционным аналогичные запреты на участие в выборах на уровне штата, поскольку они противоречили Четырнадцатой поправке.

## Текст
Раздел 1. Право граждан Соединённых Штатов участвовать в голосовании на любых первичных или иных выборах за Президента или Вице-президента, за выборщиков Президента или Вице-президента либо за сенаторов или представителей в Конгрессе не должно оспариваться или ограничиваться Соединенными Штатами либо каким-либо штатом вследствие неуплаты какого-либо избирательного или иного налога.
 Раздел 2. Конгресс имеет право обеспечивать исполнение настоящей статьи посредством принятия соответствующего законодательства.